# فایدروس
فایدروس (به یونانی: Φαῖδρος) یکی از مکالمات مهم افلاطون است. این رساله که با سه خطابه در وصف عشق آغاز می‌شود، به بررسی خطابه‌نویسی در عصر افلاطون می‌پردازد و در نقطه اوج خود هنگامی به پایان می‌رسد که اساساً مسئلهٔ نوشتن از سوی افلاطون مورد نقّادی واقع می‌شود. در ظاهر محتوای رساله خطابه‌نویسی و نقد نوشتن است، اما در قالب اسطوره‌ای که در سخنرانی سقراط ارائه شده‌است، مسئلهٔ نفس، جهان‌شناسی، نظریهٔ آنامنسیس، تناسخ و جایگاه عشق در وجودشناسی و معرفت‌شناسی مطرح گشته‌اند.
از سوی دیگر افلاطون در فایدروس به نقد جایگاه خطابه در زمانهٔ خود می‌پردازد و معنای جدیدی مبتنی بر دیالکتیک عرضه می‌کند که نتیجه چنین باز تعریفی چیزی جز این نخواهد بود که خطیبان را به فیلسوفان متوسل کند. در نهایت افلاطون عنوان می‌کند که اساساً مطالب فلسفی باید به روش گفتگوی زنده به جای نگارش منتقل شوند.

## خلاصه مکالمه
لوسیاس، ماهرترین خطابه‌نویس زمان و رئیس بانفوذترین مدرسهٔ بلاغت آتن در زمان سقراط است؛ به آتن آمده‌است و در منزل ایسوکراتس، که بعدها در مقابل آکادمی افلاطون مدرسه دارد و از رقیبان جدی او در بلاغت است، ساکن است. فایدروس که از شاگردان سقراط است نزد لوسیاس بوده و سقراط می‌خواهد که گفتگوی خودشان را برای سقراط تعریف کند. آن‌ها در کنار رودخانه زیر درخت چناری می‌نشینند و فایدروس سؤال می‌کند اینجا همان جایی نیست که بوره آس خدای باد شمال، اری تیا دختر پادشاه آتن را دزدیده‌است سقراط می‌گوید ظاهراً دو یا سه استادیون پایین‌تر است. فایدروس نظر سقراط را در بارهٔ این مطلب می‌پرسد سقراط می‌گوید من فعلاً در این جور مسایل هر چیزی که مردم می‌گویند می‌پذیرم و وقت و ذهن خود را صرف این جور مسایل نمی‌کنم چون هنوز نتوانسته‌ام فرمانی را که بر دیوار پرستشگاه دلفی نوشته، به جا آورم و خود را بشناسم. نمی‌دانم «خود نیز دیوی هستم مغرورتر و ناهنجارتر از تیفون، یا مخلوقی ساده و عادی که طبیعت عنصری الهی و آسمانی در نهادش نهفته‌است.»
به نقطهٔ دلخواه می‌رسند و سقراط از فایدروس می‌خواهد که خطابهٔ لوسیاس را بخواند. افلاطون از لوسیاس متنفر است چون لوسیاس از دموکرات‌های افراطی است که در مبارزه با اشراف همهٔ نیروی خود را بکار گرفته‌است به‌علاوه با سبک سخن لوسیاس در رساله اش به نام «دفاع از سقراط» که سقراط را از دوستان اشرافیش کریتیاس و خارمیدس جدا کرده، مخالف است. افلاطون خطابه‌ای را انتخاب کرده‌است که همهٔ معایبی که افلاطون می‌خواهد بشمارد داراست خلاصه آنکه افلاطون در این رسالهٔ بسیار زیبا لوسیاس را لگد کوب کرده‌است. در عوض در پایان رساله از ایسوکراتس دفاع می‌کند و به او تمایل دارد چون ایسوکراتس نیز با دموکراسی افراطی مخالف است و خواستار برپایی دو بارهٔ مجلس ریش سفیدان یا آرئوپاگوس است؛ ولی در عوض ایسوکراتس به شدت از افلاطون متنفر است. افلاطون نوشته‌ای تصنعی از خود لوسیاس می‌آورد؛ که در آن لوسیاس مدعی است که غیر عاشقان را باید بر عاشقان بر تری نهاد و دلایلی را ذکر می‌کند. نوشته‌هایی از این دست در آن زمان فراوان بوده‌است. هدف نویسندگان این بوده که هوش و مهارت خود را در نوشتن نشان دهند و ادعایی خلاف مشهور را کاملاً موجه و پذیرفتنی وانمود کنند. افلاطون از زبان سقراط خطابه‌ای در همان موضوع عشق با روش لوسیاسی می‌نویسد و نشان می‌دهد که از لوسیاس برتر و استاد تر است. اما سقراط در هنگام خواندن خطابه روی خود را می‌پوشاند چون از گفتن چنین سخنانی شرم دارد. سقراط گفتار دوم را با این ادعا آغاز می‌کند که نفس جاویدان است. از نظر سقراط نخست باید ماهیت روح را روشن کرد. روح چیست؟. روح جاویدان است چون جنبشش از خودش است و چیزی که جنبشش از خودش باشد فنا نمی‌پذیرد و مبدأ هر چیزی است که جنبشش از خودش نیست بلکه جنبانده می‌شود. مبدأ ازلی و ابدی است «مبدأ جنبش، چیزی است که جنبشش از خود است، و چنین چیزی نه می‌تواند نابود شود و نه ممکن است به‌وجود آید و گرنه رشتهٔ همهٔ جهان و همهٔ شدنها و پدید آمدنها گسیخته می‌شد و سکوت و سکون حکمفرما می‌گردید.»
خلاصه آنکه جز روح هیچ چیزی نیست که جنبشش از خودش باشد لذا ازلی و ابدی است. روح دارای سه جزء است جزء خردمند، جزء شجاعت، جزء میل‌کننده. آیا همهٔ اجزای روح فنا نا پذیر است؟ اگر وقتی جزء خردمند روح به بدن می‌پیوندد آن دو جزء دیگر به او ملحق می‌شوند در این صورت آن دو جزء دیگر فنا ناپذیر نخواهد بود. فقط جزء خردمند روح است که مرگ ناپذیر است. افلاطون چگونگی ارتباط اجزای روح به یکدیگر را با تمثیل ارابه روح بیان می‌کند. جزء خردمند روح ارابه ران است و دو جزء دیگر دو اسبی که یکی آرام، خویشتندارو شرمگین است و دیگری سرکش و چموش. همهٔ ارابه‌ها به حرکت در می‌آیند تا از گنبد آسمان بیرون روند ولی فقط ارابه‌هایی که پشت سر زئوس به حرکت درآمده بودند توانستند از گنبد آسمان عبور کنند و حقایق و ایده‌ها را آن چنان‌که هستند ببینند این گروه دیگر به زیر گنبد بر نمی‌گردند و بقیهٔ ارابه‌ها چون اسب چموششان آن هارا به سمت زمین می‌کشد و به زمین میل دارد لذا نه تنها نتوانستند از گنبد عبور کنند فقط گاه گاهی سر از گنبد بیرون انداختند و و لحظه‌ای ایده‌ها را دیدند و دوباره به سوی زمین برگشتند و در درون کالبدهایی قرار گرفتند. چگونگی قرار گرفتن آن‌ها در کالبد بستگی به این دارد که چه مقدار از ایده‌ها را دیده باشند. «از میان ارواحی که به دیدار حقیقت نائل آمده‌اند، گروهی کوچک که بیش از دیگران توفیق تماشا یافته‌اند در تن کسانی جای می‌گیرند که دوستدار دانش و جویندگان زیبایی خواهند شد یا کمر به خدمت فرشتگان دانش و هنر خواهند بست و خدمتگزاران عشق خواهند گردید. روحی که از حیث توفیق تماشای حقیقت در مرتبهٔ دوم قرار دارد یا در تن پهلوانی جنگاور جای می‌گزیند یا در کالبد پادشاهی که موافق قانون سلطنت می‌کند. ارواحی که در مرتبهٔ سومند در تن سیاستمداران و بازرگانان یا کسانی که بنحو ی از انحاء با پول سروکار داند در می‌آیند و آنانکه در پایهٔ چهارمند تن‌های ورزشکاران و پزشکان را می‌گزینند و ارواحی که در پایهٔ پنجمند در تن‌های کاهنان و غیبگویان در می‌آیند و آنان که در مرتبهٔ ششمند در تن‌های شاعران و مقلدان، و ارواحی که در مرتبهٔ هفتمند در تن‌های پیشه وران و کشاورزان، و ارواحی که در مرتبهٔ هشتمند در تن‌های سوفیست‌ها و مردم فریبان و ارواحی که در مرتبهٔ نهم قرار دارند در تن‌های فرمانروایان مستبد لانه می‌گیرند.»

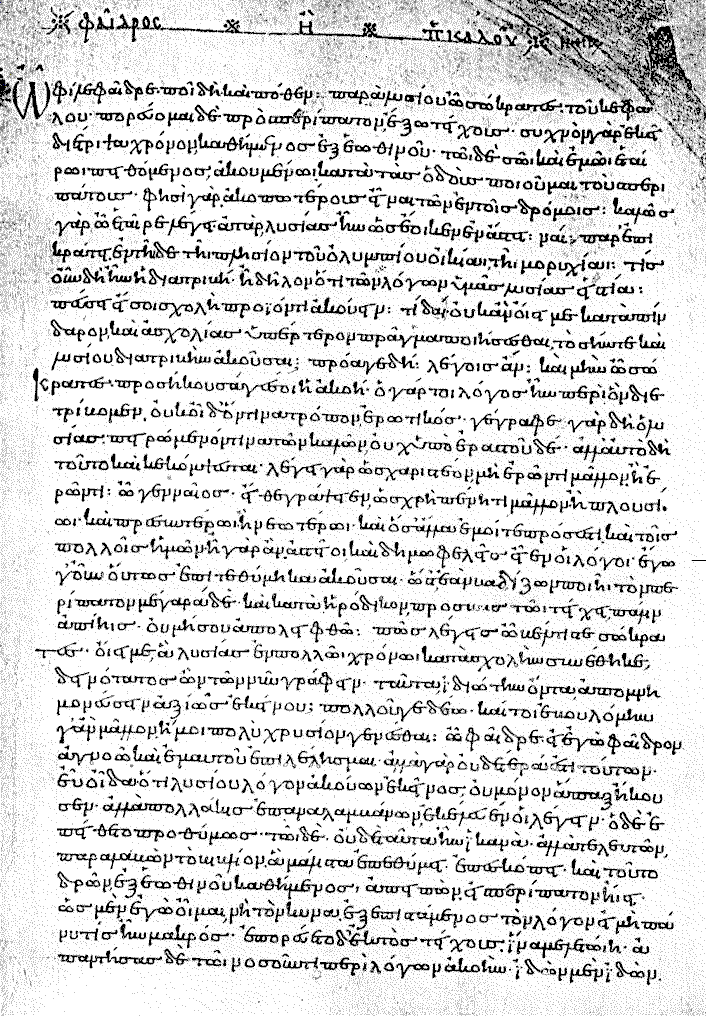
نسخه‌ای از فایدروس، نوشته شده به سال ۸۹۵ بعد از میلاد.

این ارواح در زندگی مادی وقتی چیزهای محسوس و زیبایی را می‌بینند به یاد زیبایی می‌افتند که در یک لحظه وقتی بیرون گنبد را دیده بودند نظاره کردند در نتیجه نیرو، حرارت و جنبشی در آن آغاز می‌شود که آن را عشق می‌گویند. عاشق طالب وصال به معشوق است. اسب چموش میل به بدن می‌کند و می‌خواهد شهوت را ارضاء کند اگر موفق شود و در این کار زیاده روی کند و شهوت ران شود. پس از مرگ روح بال و پر خود را از دست خواهد داد و دیگر پری نخواهد رویید اما اگر اسب شریف پیروز شود و ارابه ران بر اسب چموش پیروز شود روح زندگی را با خویشتن داری به سر می‌برد و پس از جدایی روح از بدن روح دارای بال و پر تازه خواهد شد.
فایدروس می‌گوید گفتاری که در ستایش عاشقان پرداختی بسیار زیبا بود؛ و هرگز لوسیاس نمی‌تواند با تو رقابت کند. سقراط می‌گوید نخست باید ببینیم نوشتهٔ خوب کدام است و نوشتهٔ بد کدام؟ نخستین شرط سخن گفتن این است که گوینده ماهیت و موضوع سخن را نیک بشناسد. فایدروس می‌گوید بعضی می‌گویند گوینده لازم نییست موضوع و ماهیت سخن را بداند بلکه باید ببیند مردم در بارهٔ آن چگونه می‌اندیشند و همان را در خطابه‌ای شیوا و بلیغ بیان کند چون «فقط از این راه می‌توان مردمان را با خود موافق ساخت نه از راه حقیقت گویی.» سقراط می‌گوید سخنوری هنر نیست بلکه فن است و در ادامه از فایدروس می‌خواهد که خطابهٔ لوسیاس را مورد بررسی قرار دهند و از همان چند سطر اول آن ایراد می‌گیرد که لوسیاس مطلبی را که باید در پایان خطابه بیاورد در اول آن آورده‌است. لوسیاس چون حقیقت را نمی‌شناسد و تنها در پی پندارو عقیده‌است لذا سخنوری مایهٔ رسوایی خواهد شد نه هنر او. «هر خطابه و گفتار چون موجود زنده‌ای است که سرو تن و پا، و به عبارت دیگر آغازو میان و پایانی دارد و از این رو اجزاء آن باید چنان بهم پیوسته باشند که با یکدیگر و با تمام خطابه سازگار باشند.» پس از آن سقراط می‌گوید وقتی در بارهٔ چیزی می‌خواهیم سخن بگوییم یا بیندیشیم باید دو اصل جمع و تقسیم را رعایت کنیم. «اصل نخست این است که سخنور جزئیات کثیر و پراکنده را یکجا و با هم ببیند و بدین سان به صورتی واحد برسد تا هرگاه که دربارهٔ موضوعی سخن می‌گوید نخست موضوع سخن خویش را تعریف کند و بر شنونده روشن سازد که در بارهٔ چه چیزی سخن خواهد گفت.» «اصل دوم این است که صورت واحد را به نحو درست به اجزای طبیعی آن تقسیم کند» افلاطون کسانی را که از این هنر بهره وراند اهل دیالکتیک می‌نامد. سقراط می‌گوید من دوستدار کسی هستم که بتواند در واحد جزئیات کثیر را ببیند و در جزئیات کثیر و پراکنده صورت واحد را. در مقابل اهل دیالکتیک سخنور قرار دارد افلاطون اکثر سخنوران معاصر خود را نام می‌برد و هنر هر یک را بیان می‌کند البته با این کار نمی‌خواهد استادان هنر سخنوری را تحقیر کند بلکه هر کدام را در جایگاه حقیقی و واقعی خود قرار می‌دهد و از آن‌ها اعادهٔ حیثیت می‌کند و در مجموع آن‌ها را کسانی می‌داند که با مقدمات بلاغت سر و کار دارند ولی از هنر دیالکتیک بی بهره هستند.
اگر کسی می‌خواهد سخنور شود باید دارای استعداد باشد و در آموزش و تمرین کوتاهی نورزد و همچنانکه پزشک باید تن را بشناسد سخنور نیز باید روح را بشناسد، چون سخن در روح اثر می‌گزارد و آن را راهنمایی می‌کند. سخنور باید بداند که روح بر چند نوع است و چند نوع سخن داریم و خاصیت هر کدام چیست و کدام سخن در کدام روح با چه شیوه یا روشی اثر می‌گزارد. اما سخنوران معاصر سقراط می‌گفتند که «سخنور لازم نیست حقیقت موضوع سخن خود را بشناسد یا بداند که حق چیست و خوب کدام است و کدام کسان فطرتاً یا بر اثر تربیت چنین یا چنان‌اند. در دادگاه‌ها هیچ‌کس در اندیشهٔ حقیقت نیست بلکه پیروزی با کسانی است که در اقناع شنوندگان توانا باشد.»
از نظر سقراط مطالب آموزشی را نه در کتاب بلکه باید در روان شاگرد نوشت. سقراط در بارهٔ نوشتن می‌گوید نوشتن برای حافظه‌است نه برای نیروی یادآوری. «نوشته فقط وسیله‌ای است برای یاری به حافظهٔ کسی که مطلب نوشته را می‌داند… سخن وقتی نوشته شود به همه جا راه می‌یابد و هم به دست کسانی می‌افتد که آن را می‌فهمند و هم کسانی که نمی‌فهمند و با موضوعش سر و کاری ندارند به‌علاوه نوشته نمی‌داند که با که سخن بگوید و در برابر کدام کسان خاموش بماند و اگر اهانتی به او کنند از خود دفاع نمی‌تواند کرد» افلاطون بین نوشتن و سخن گفتن سخن گفتن را برتری می‌نهد چون سخن با روح زنده سرو کار دارد؛ لذا اگر کسی روحی مناسب و مستعد برمی‌گزیند و در آن از روی دانایی و موافق اصول دیالکتیک بذرهایی می‌افشاند که هم خود بارور می‌گردند و به کسی که آن‌ها را کاشته‌است بار می‌دهند و هم بذرهایی تازه می‌آورند که در روحهای دیگر جای می‌گیرند و پرورش می‌یابند و بدین سان هم خود جاودان می‌مانند و هم کسانی را که در روحشان مکان دارند به بالاترین مرتبهٔ نیکبختی می‌رسانند. «سقراط می‌گوید اگر کسی آن گونه که ما ترسیم کرده‌ایم سخن بگوید او را دانا نمی‌توانیم بگوییم اما او را فیلسوف یا دوستدار دانش می‌توان خواند اما اگر کسی غیر از آن نوشته هنری ندارد و با این روش سخن نمی‌گوید او را باید شاعر یا خطابه نویس یا… نامید. افلاطون روش سقراطی یعنی روش دیالکتیک را بهترین روش برای آموزش می‌داند و به همین خاطر خو در نوشتن روش مکالمه را در پی گرفت» زیرا «مکالمه» خواننده را به همکاری فکری با نویسنده فرا می‌خواند و تا حد امکان مانع از آن می‌شود که خواننده سخنان نوشته را طوطی‌وار تکرار کند «. و در برابر لوسیاس از ایسوکراتس به نوعی دلجویی می‌کند چون ایسوکراتس با دموکراسی افراطی مخالف است و از آلکیبیادس با احترام یاد کرده بود و در مسائل فلسفی با آنتیسثنس مخالفت می‌ورزید و گذشته از اینها عقاید اخلاقی سقراطیان را رد نمی‌کرد. «سقراط در پایان رساله برای ایسوکراتس آرزو می‌کند که اگر به سخنوری قناعت نکند و توفیق الاهی رفیق او شود می‌تواند به مرتبهٔ بالاتری گام نهد، زیرا در طبیعت او استعداد فیلسوفی می‌بینم» افلاطون این رساله را در دوران پختگی خود نوشته‌است. ایسوکراتس ده سال از افلاطون بزرگتر است لذا «این پیشگویی به معنی اظهار تاسف از اینکه به فیلسوف شدن ایسوکراتس امیدی نیست و حتی می‌توان گفت تعارفی آمیخت به تحقیر است.» ایسوکراتس مخالف افلاطون است و در مقابل آکادمی او مدرسه بلاغت را تأسیس کرده‌است و در آثار خود افلاطون را استهزاء می‌کند و به‌طور صریح آثار افلاطون بخصوص جمهوری و قوانین را حقه‌های سوفیستی می‌داند و انزجار خود را اعلام می‌کند. مطلب اصلی این مکالمه این است که «بدون شیوهٔ فکر شریف و عشق شریف، فلسفهٔ اصیل روی نمی‌نماید، و بدون فلسفهٔ اصیل، بلاغت حقیقی یا به سخن کلیتر هنرمندی در بکار بردن زبان، امکان‌پذیر نیست.»

## برای مطالعهٔ بیش‌تر
ترجمه فارسی این مکالمه
- افلاطون (۱۳۵۷)، دورهٔ ۷ جلدی آثار افلاطون، ترجمهٔ محمدحسن لطفی، رضا کاویانی، تهران: انتشارات خوارزمی

دربارهٔ این مکالمه
- Reginald Hackforth(tr. and ed.). Plato's Phaedrus. Cambridge: Cambridge University Press, 1972 (orig. vers. 1952). ISBN 0-521-09703-7.